# Colocleora contemptaria
Colocleora contemptaria là một loài bướm đêm trong họ Geometridae.